# Ost-Prinowosemelski

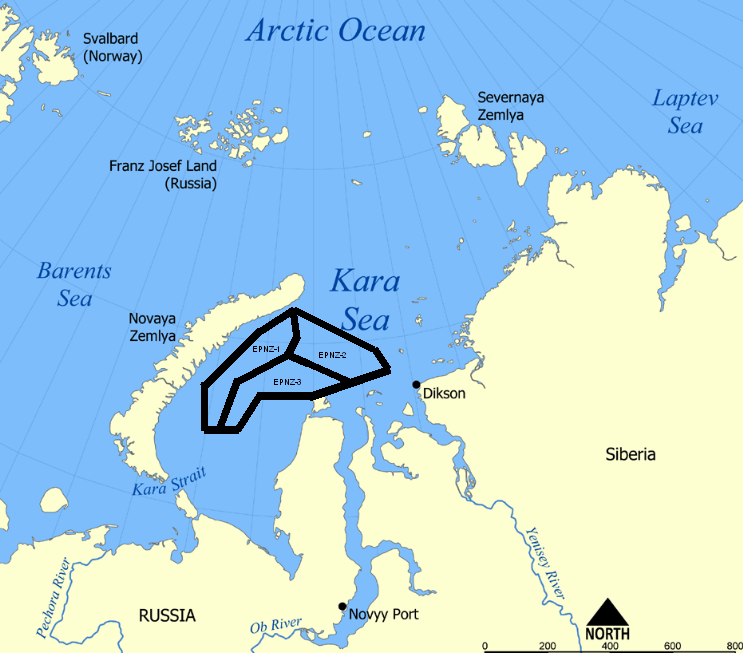
Förderfelder EPNZ 1-3

Ost-Prinowosemelski (russisch Восточно Приновоземельский, transkribiert Wostotschno Prinowosemelski) ist ein Gebiet in der Karasee in der Arktis in Russland, in dem Erdöl und Erdgas gefördert werden sollen.

## Geschichte
Das Gebiet wurde 2010 an das staatliche Unternehmen Rosneft zur Nutzung gegeben.
Dieses wählte als Partner das britische Erdöl-Unternehmen BP. Im Januar 2011 wurde ein Vertrag geschlossen, in dem diesem 33 % der Anteile am Projekt zugesichert wurden.
Deren russischer Anteilseigner TNK-BP verweigerte jedoch die Zustimmung, so dass der Vertrag nicht umgesetzt werden konnte.
Stattdessen wurde der US-amerikanische Erdölkonzern ExxonMobil als neuer Partner bestimmt. Im Oktober 2011 wurde der Vertrag im Beisein von Präsident Wladimir Putin und Rex Tillerson abgeschlossen. ExxonMobil sicherte eine Investitionssumme von 3,2 Milliarden US-Dollar für das Projekt und ein weiteres in Tuadse am Schwarzen Meer zu und bekam 33 % der Anteile.
Im September 2014 beendete ExxonMobil die Zusammenarbeit, da die US-amerikanische Regierung jede Form von Investitionen für amerikanische Unternehmen in Russland wegen der völkerrechtswidrigen Annexion der Krim untersagt hatte.

## Erkundung
Das Gebiet wurde in drei Fördergebiete EPNZ 1, EPNZ 2 und EPNZ 3 aufgeteilt.
Bisher fanden geologische Erkundungen statt. Es wird mit einer großen Fördermenge von mindestens einer Milliarde Barrel Erdöl gerechnet, dazu mit einer unbekannten Menge Erdgas.
Ost-Prinowosemelski ist das nördlichste bekannte Gebiet mit Erdöl- und Erdgas-Vorkommen überhaupt.
Umweltschützer kritisieren, dass das Fördergebiet den Nationalpark Russische Arktis berührt.